# Drozdov (ort i Tjeckien, Olomouc)
Drozdov är en ort i Tjeckien.   Den ligger i regionen Olomouc, i den östra delen av landet, 170 km öster om huvudstaden Prag. Drozdov ligger 523 meter över havet och antalet invånare är 342.
Terrängen runt Drozdov är huvudsakligen kuperad, men den allra närmaste omgivningen är platt. Runt Drozdov är det ganska tätbefolkat, med 124 invånare per kvadratkilometer. Närmaste större samhälle är Šumperk, 14,6 km öster om Drozdov. I omgivningarna runt Drozdov växer i huvudsak blandskog.